# Acanthodelta radamella
Acanthodelta radamella là một loài bướm đêm trong họ Noctuidae.